# .fr
.fr là tên miền Internet cấp cao nhất dành cho quốc gia (ccTLD) của Pháp. Cùng với .re và .tf, nó được quản lý bởi AFNIC.
Hiện có một số tên miền cấp 2 sau:
- .tm.fr - cho các chủ sở hữu thương hiệu
- .asso.fr - cho các tổ chức
- .nom.fr - cho họ của người
- .prd.fr - cho các chương trình nghiên cứu và phát triển
- .presse.fr - cho các ấn phẩm báo chí
- .com.fr - mở rộng cho tất cả người đăng ký mà không phải biện minh cho tên yêu cầu
- .gouv.fr - cho các cơ quan công vụ Pháp

Ngoại trừ sau tên miền cấp 2 trên AFNIC còn để dành quyền giới thiệu những tên miền cấp 2 dựa trên lĩnh vực. Một ví dụ là tên niềm .gouv.fr để dành để xác định những địa chỉ web của các cơ quan chính quyền Pháp.
Việc đăng ký được thực hiện thông qua nhà đăng ký ủy quyền.